# Sestrica Mala (Obonjan)
Sestrica Mala je nenaseljeni otočić jugoistočno od Obonjana.
Njegova površina iznosi 0,163 km². Dužina obalne crte iznosi 1,47 km.